# 28 juin 1947
Le samedi 28 juin 1947 est le 179e jour de l'année 1947.

## Naissances
- Anny Duperey, actrice et romancière française
- Carl Pollard, professeur de linguistique américain
- Christine Deviers-Joncour, femme française, protagoniste dans l'affaire Dumas
- Eugène Green, cinéaste, écrivain et metteur en scène
- Jean-François Maurice (mort le 6 novembre 1996), parolier et chanteur français
- Jean-Loup Manoussi (mort le 22 juin 2004), journaliste français
- Jean-Pierre Blanchard, peintre français
- Mark Helprin, écrivain américain
- Peter Abrahams, écrivain américain
- Robin Dunbar, anthropologue britannique